# Эргунэ-кун
Эргунэ-кун (монг.: Эргүнэ Хун; фарси: ارگنه قون) — мифическая местность из генеалогической легенды в Сборнике летописей, в которой укрылись от врагов семьи прародителей монголов Нукуза и Кияна.
Имеется рассказ, [передаваемый со слов] заслуживающих доверия почтённых лиц, что над монголами одержали верх другие племена и учинили такое избиение [среди] них, что [в живых] осталось не более двух мужчин и двух женщин. Эти две семьи в страхе перед врагом бежали в недоступную местность, кругом которой были лишь горы и леса и к которой ни с одной стороны не было дороги, кроме одной узкой и труднодоступной тропы, по которой можно было пройти туда с большим трудом и затруднением. Среди тех гор была обильная травой и здоровая [по климату] степь. Название этой местности Эргунэ-кун. Значение слова кун — косогор, а эргунэ — крутой, иначе говоря, «крутой хребет». А имена тех двух людей были: Нукуз и Киян. Они и их потомки долгие годы оставались в этом месте и размножились.
По преданию, зафиксированному Рашид-ад-Дином, древние монголы разводили скот и плавили железо. С помощью гигантского горна их потомки расплавили целую гору и нашли выход из труднодоступной местности. Среди вышедших из Эргунэ-Кун был и предок Чингисхана Бортэ-Чино.
По мнению Н. Н. Крадина и Т. Д. Скрынниковой, Эргунэ-кун стал центром политии, образование которой было связано со взаимодействием аборигенного населения (монголов) и пришедших на эту территорию тюрков с запада в результате распада тюркских каганатов.
Учёными название «Эргунэ-кун» ассоциируется с рекой Аргунь, которую монголы называют Эргүнэ мурэн (Широкая река). Эргунэ-куном назывался, как полагает Л. Билэгт, находящийся на востоке нынешнего Забайкальского края Аргунский хребет. Согласно Б. Р. Зориктуеву, Эргунэ-кун располагался на месте впадения р. Мангу в Аргунь.
По мнению Б. Р. Зориктуева, монголы обитали в Эргунэ-кун во времена табгачской династии Тан. При этом уход монголов в Эргунэ-Кун обычно датировался VII—VIII вв. н.э., хотя Л. Билэгт называет другие даты ухода монголов в Эргунэ-Кун — 358 или 308 г. н. э.
В числе племен, вышедших из Эргунэ-кун упоминаются кияты, нукузы, урянкаты и кунгираты.